# Vörösfarkú gébics
A vörösfarkú gébics (Lanius phoenicuroides) a madarak osztályának verébalakúak (Passeriformes) rendjébe a gébicsfélék (Laniidaee) családjába tartozó  faj.

## Rendszerezése
A fajt Herman Schalow német ornitológus írta le 1875-ben, az Otomela nembe Otomela phoenicuroides néven.

## Előfordulása
Szibériában és Közép-Ázsiában fészkel, telelni a Közel-Keleten keresztül Afrikába vonul. Természetes élőhelyei a szubtrópusi és trópusi száraz gyepek, szavannák és cserjések, mocsarak és tavak környékén, valamint szántóföldek és városi régiók. Vonuló faj.

## Megjelenése
Testhossza 18 centiméter, testtömege 25-34 gramm.

## Természetvédelmi helyzete
Az elterjedési területe rendkívül nagy, egyedszáma pedig stabil. A Természetvédelmi Világszövetség Vörös listáján nem fenyegetett fajként szerepel.

## További információ
- Képek az interneten a fajról
- Xeno-canto.org - a faj hangja és elterjedési területe